# Bredîhîne, Bobrîneț
Bredîhîne (în ucraineană Бредихине) este un sat în comuna Pavlohirkivka din raionul Bobrîneț, regiunea Kirovohrad, Ucraina.

## Demografie
Componența lingvistică a localității Bredîhîne
     Ucraineană (96,21%)
     Rusă (1,52%)
     Română (1,52%)
     Alte limbi (0,76%)
Conform recensământului din 2001, majoritatea populației localității Bredîhîne era vorbitoare de ucraineană (96,21%), existând în minoritate și vorbitori de rusă (1,52%) și română (1,52%).